# Nossa Senhora de Loreto (missão jesuítica)
Nossa Senhora de Loreto (em castelhano Nuestra Señora de Loreto) é uma antiga missão jesuítica localizada a aproximadamente 50 km da cidade de Posadas, na província de Misiones, Argentina.

## História
Foi fundada originalmente em 1610 pelos jesuítas José Cataldino e Simón Maceta, no Norte do Paraná, de onde foram expulsos pelos bandeirantes em 1629, foi recriada no início da década de 1630, na Argentina.
Foi um dos povoados jesuíticos mais importantes, pela sua grande produção de erva-mate e por haver contado com a primeira imprensa da época. Depois da expulsão dos jesuítas sucederam-se saques e incêndios, o que provocou a migração dos seus habitantes.
Foi declarada Património Mundial em 1983.